# Ferme Peyronnet
Pour les articles homonymes, voir Peyronnet.
La ferme Peyronnet est une ferme située à Sagnes-et-Goudoulet, en France.

## Localisation
La ferme est située sur la commune de Sagnes-et-Goudoulet, dans le département français de l'Ardèche.

## Historique
L'édifice est inscrit au titre des monuments historiques en 1985.